# 4,4'-Méthylènebis(2-chloroaniline)
La 4,4'-méthylènebis(2-chloroaniline) (MOCA, MBOCA, bisamine) est un composé aromatique de formule C13H12Cl2N2. C'est un agent de durcissement utilisé dans la production de polyuréthane. 
C'est un cancérogène pour l'homme (groupe 1 du CIRC), avec une valeur d'exposition de 0,01 ppm en atmosphère industrielle. Des études sur les animaux ont montré qu'elle provoquait la croissance de tumeurs au foie, aux poumons et à la vessie.
C'est une base faible avec une odeur légère. Elle est réactive avec des métaux tels que le sodium, le potassium, le magnésium et le zinc.

## Synthèse
La 4,4'-méthylènebis(2-chloroaniline) est produite commercialement par réaction entre le formaldéhyde et l'orthochloraniline, avec un rendement compris entre 90 et 92 % .